# Obwód rybacki
Obwód rybacki – podstawowy obszar wodny w podziale publicznych powierzchniowych wód śródlądowych w Polsce. Obwód rybacki może być ustanowiony wyłącznie w granicach linii brzegu cieku naturalnego na wodach publicznych i nad gruntami będącymi własnością Skarbu Państwa, przy czym jedynie administracyjnie ustalona linia brzegu może być podstawą do określenia granicy obwodu. 
W obwodzie rybackim uprawnionym do rybactwa może być tylko jedna osoba fizyczna, prawna lub jednostka organizacyjna nieposiadająca osobowości prawnej. Użytkownik rybacki nie zyskuje prawa do korzystania do celów rybackich z wody znajdującej się w urządzeniach wodnych (sztucznych zbiornikach wodnych, kanałach). Uprawnienie takie winno być uzyskane na podstawie umowy cywilnoprawnej z właścicielem urządzenia wodnego.
Zgodnie z ustawą o rybactwie śródlądowym obwód rybacki dzieli się na:
- zasadniczy obwód rybacki, który obejmuje wody jezior, naturalnych zbiorników wodnych, rzek, kanałów lub cieków naturalnych niezbędnych do prowadzenia przez uprawnionego do rybactwa racjonalnej gospodarki rybackiej.
- uzupełniający obwód rybacki, który obejmuje wody płynące dopływów zasadniczego obwodu rybackiego, na których uprawniony do rybactwa okresowo wykonuje czynności związane z prowadzeniem racjonalnej gospodarki rybackiej, określone w operacie rybackim, a w szczególności połowy tarlaków, zarybiania oraz zabiegi ochronne.

Obwody rybackie są ustanawiane lub znoszone w drodze rozporządzenia przez dyrektora regionalnego zarządu gospodarki wodnej Państwowego Gospodarstwa Wodnego Wody Polskie zgodnie z delegacją ustawową ustawy Prawo wodne, ustawy o rybactwie śródlądowym.